# ماستر شيف (هيلو)

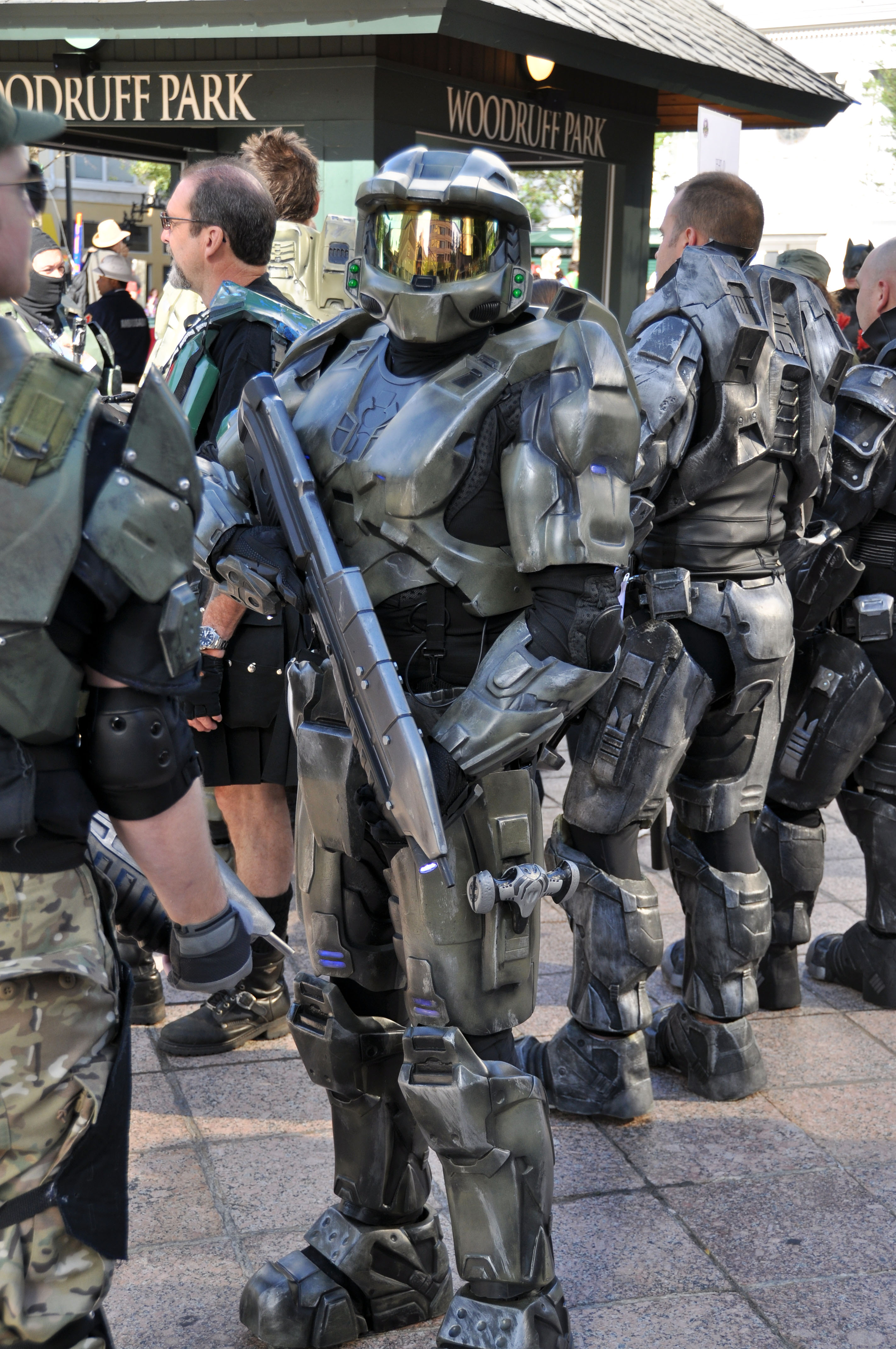
كوزبلاي ماستر شيف

ماستر شيف هو شخصية خيالية والبطل الرئيسي للعالم الخيالي في سلسلة هيلو. تم ابتكاره بواسطة بنجي. ظهر في هيلو: كومبات إفولفد، هيلو 2، هيلو 3، هيلو 4 وهالو 5. هو جندي بلا وجه تم تدريبه منذ الصغر ليصبح سلاحا. ويتميز بدرعه أخضر اللون وخوذته. أدى صوته ستيف داونز. ويعتبر ماستر شيف من رموز ألعاب الفيديو.